# Artopoetes nakamurai
Artopoetes nakamurai är en fjärilsart som beskrevs av Hiroshi Kanda och Kato 1932. Artopoetes nakamurai ingår i släktet Artopoetes och familjen juvelvingar. Inga underarter finns listade i Catalogue of Life.